# جون بوسيل
جون غاريت بوسيل (بالإنجليزية: John Bussell)‏وكان من أوائل المستوطنين في وقت مبكر في غرب أستراليا (17 سبتمبر 1875 - 16 أغسطس 1803).
ولد جون غاريت بوسيل في Portsea، هامبشاير في انكلترا في 16 آب 1803. تلقى تعليمه في كلية وينشستر في انكلترا، ولكن بعد وفاة والده قررت الأسرة الهجرة إلى أستراليا الغربية. أبحر جون بوسيل وثلاثة من أشقائه لغرب أستراليا على متن سفينة المحارب في وقت متأخر من عام 1829.
وصلت إلى مستعمرة نهر سوان مارس 1830،
عاد جون بوسيل إلى إنجلترا في عام 1837، مع نية الزواج من حبيبته صوفي هايوارد. توترت علاقته معها أثناء وجوده في إنجلترا، ثم التقى بوسيل أرملة اسمها شارلوت Cookworthy (خالة Cookworthy جوزيف)، الذي بعد ثلاثة أسابيع. بعد الزواج منها في أغسطس 1838، عادوا إلى أستراليا الغربية في 1839.
أصبح بوسيل قاضي الصلح في عام 1855، وعضوا في مجلس التربية والتعليم في Vasse 1861. خلال 1864 درس في مدرسة المطران في هيل (هال مدرسة جديدة) في مدينة بيرث. تعهد في وقت لاحق لاهوتية درس، ولكن كان عينت أبدا.من 4 يوليو 1870 إلى 3 نوفمبر 1872، توفي بالقرب من بوسلتون في 17 سبتمبر 1875.